# Isaj Babicz
Isaj Jakowlewicz Babicz, ros. Исай Яковлевич Бабич (ur. 13 września?/26 września 1902 w Borysławiu, zm. 9 grudnia 1948 w Moskwie) – radziecki generał porucznik, funkcjonariusz Czeka, GPU i NKWD.

## Życiorys
Ukończył szkołę podstawową oraz uczył się przez dwa lata w chederze. W latach 1915–1919 kształcił się w zawodzie zecera. W 1920 roku, po krótkim okresie bezrobocia, podjął pracę jako zecer.
W kwietniu 1920 roku wstąpił w szeregi WKP(b), a następnie do sowieckich organów bezpieczeństwa Czeka. Po rozwiązaniu Czeka był członkiem GPU i NKWD.
Zajmował m.in. następujące stanowiska:
- asystent przewodniczącego Czeka w obwodzie mikołajowskim w miejscowej jednostce (OACz[a] CzK) – 1920 – 1922
- inspektor OACz w obwodzie mikołajowskim przy oddziale GPU[b] (1922 – 1923)
- pomocnik (asystent) pełnomocnika oddziału GPU guberni mikołajowskiej (1923 – 1925)
- pełnomocnik GPU w  Mołdawskiej ASRR[c] (1925 – 1927)
- szef bałtowskiego wydziału GPU; oficjalną stolicą Mołdawskiej ASRR był Kiszyniów, natomiast władze rezydowały w Bałcie (obecnie leżącej na terytorium Ukrainy)
- naczelnik 25. Pogranicznego Wydziału OGPU (1927 – 1930)
- szef  SOU[d] sektora charkowskiego GPU (1930 – kwiecień 1931)
- szef SPO[e] przy  Charkowskim Sektorze  Operacyjnym GPU i naczelnik SPO przy obwodzie charkowskim oddziału GPU (kwiecień 1931 – 1933)
- szef SPO przy obwodzie charkowskim oddziału GPU, następnie obwodzie winnickim (1933 – 10 lipca 1934)
- szef SPO UGB[f] UNKWD[g] obwodu winnickiego (15 lipca 1934 – 27 sierpnia 1934)
- szef oddziału UGB UNKWD obwodu odeskiego (27 sierpnia 1934 – 22 lipca 1935)
- szef SPO UGB UNKWD obwodu kijowskiego (22 lipca 1935 – 25 grudnia 1936)
- szef Oddziału IV[h] UGB UNKWD obwodu kijowskiego (25 grudnia 1936 – 4 sierpnia 1937)
- zastępca szefa UNKWD obwodu odeskiego (4 sierpnia 1937 – 22 października 1937)
- zastępca szefa UNKWD obwodu kijowskiego (22 października 1937 – 26 lutego 1938)
- pełniący obowiązki szefa UNKWD obwodu kijowskiego (10 stycznia 1938 – 26 lutego 1938)
- szef Oddziału II[i] Zarządu 2 Oddziałów Specjalnych (UOO)[j] NKWD ZSRR (28 marca 1938 – 20 sierpnia 1938)
- szef Oddziału III Zarządu 2 Oddziałów Specjalnych NKWD ZSRR (20 sierpnia 1938 – 29 września 1938)
- szef Oddziału IV Wydziału Głównego Zarządu Bezpieczeństwa Państwowego (29 września 1938 – 3 stycznia 1939)
- szef Oddziału IV[k] (Wydział IV)[l] Głównego Zarządu Bezpieczeństwa Państwowego (3 stycznia 1939 – 24 września 1940)
- szef OO Nadbałtyckiego Okręgu Wojskowego (24 września 1940 – luty 1941)[m]
- szef Oddziału III ds. Kontrwywiadu przy Specjalnym Nadbałtyckim Okręgu Wojskowym (luty 1941 – lipiec 1941)
- zastępca szefa OO Frontu Północno-Zachodniego (lipiec 1941 – 21 maja 1942)
- szef OO Frontu Północno-Zachodniego (21 maja 1942 – kwiecień 1943)
- zastępca szefa GUKR Smiersz przy NKO[n] ZSRR (kwiecień 1943 – maj 1946); będąc na tym stanowisku, koordynował działania oddziałów Smiersz przy Froncie Zabajkalskim po ataku ZSRR na wojska japońskie w Mandżurii
- zastępca szefa III Zarządu Głównego ds. Kontrwywiadu Wojskowego MGB ZSRR (4 czerwca 1946 – 9 grudnia 1948)
- wykładowca tematu ofensywnego kontrwywiadu wojskowego (sierpień 1947 – 9 grudnia 1948)
- szef Wyższej Szkoły MGB ZSRR (sierpień 1947 – 9 grudnia 1948).

Zmarł w stopniu generała porucznika 9 grudnia 1948 roku.

### Awanse
- kapitan bezpieczeństwa państwowego[o] – 8 stycznia 1936
- major bezpieczeństwa państwowego – 17 listopada 1937
- komdiw
- starszy major bezpieczeństwa państwowego – 26 maja 1942
- komisarz bezpieczeństwa państwowego – 14 lutego 1943
- generał porucznik – 26 maja 1943

### Odznaczenia
- Honorowy pracownik Czeka-GPU (XV) – 20 grudnia 1932
- Order Czerwonej Gwiazdy – 19 grudnia 1937
- Order Czerwonego Sztandaru – czterokrotnie: 1942, 28 października 1943, 3 listopada 1944 i 8 września 1945
- Order Wojny Ojczyźnianej I klasy
- Order Kutuzowa I klasy – 25 marca 1945
- Order Lenina – 6 listopada 1945